# Sweltsa revelstoka
Sweltsa revelstoka är en bäcksländeart som först beskrevs av Jewett 1955.  Sweltsa revelstoka ingår i släktet Sweltsa och familjen blekbäcksländor. Inga underarter finns listade i Catalogue of Life.